# Gundelshausen (Dornhan)
Gundelshausen ist ein Weiler in der baden-württembergischen Kleinstadt Dornhan im  Landkreis Rottweil.

## Geschichte
Im Gewann „Götterbühl“ wurden 1926 und 1949 bei Gundelshausen drei alemannische Steinplattengräber gefunden, die vermutlich aus dem 8. Jahrhundert stammen. Die teilweise gemauerten (Trockenmauertechnik), teilweise in den Fels gehauenen Grabkammern, die mit Sandsteinplatten abgedeckt waren, enthielten 7 bis 8 Skelette bzw. Skelettreste. Mit Ausnahme eines eisernen Messerbruchstücks wurden keine Grabbeigaben gefunden. Das wenig östlich der Ausgrabungen gelegene Gewann „Schelmengarten“ dürfte auf frühere Skelettfunde auch dort hinweisen. Die Steinplattengräber belegen, dass die Gegend von Gundelshausen schon in alemannischer Zeit besiedelt war.

## Erste Erwähnung
Gundelshausen wird jedoch erst viel später, nämlich 1125/27 zum ersten Mal urkundlich genannt (in den ältesten Urkunden hat es den Namen „Gundolfishusen“). Gundelshausen war ein früher Ausbauort von Dornhan her. Im Ort dürfte das Kloster Alpirsbach Grund- und Niedergerichtsherr und damit Ortsherr gewesen sein.
Im 12. Jh. scheint Gundelshausen eigenen Ortsadel besessen zu haben, denn 1125/27 werden ein Walther und Aalbrecht de (von) Gundolfishusen als Zeugen in einer Urkunde genannt. Im Jahr 1256 kommt die Schreibung „Gundolshusen“ vor. Wann der Ort zu Dornhan kam, ist unbekannt. Jedenfalls gehörte Gundelshausen von den ältesten Zeiten her zu Dornhan. Bis zum Jahr 1749 umfasste das Amt bzw. Oberamt Dornhan nur das Städtchen Dornhan und den Weiler Gundelshausen. Mit Dornhan kam Gundelshausen 1807 zum Oberamt Sulz, 1808–1810 zum Oberamt Alpirsbach und anschließend wieder zum Oberamt Sulz.

## Schule
Der Weiler hatte früher mit Busenweiler einen gemeinsamen Lehrer, seit 1839 besuchten die Schulkinder die Schule in Dornhan. 1856 errichtete die Teilgemeinde Gundelshausen ein eigenes Schulhaus. 1935 wurde Gundelshausen nach Dornhan eingemeindet.

## Wappen
| Gundelshausen | Blasonierung: „In Silber aus einem grünen, mit goldenem lateinischen Großbuchstaben G belegten Dreiberg wachsend ein schwarzer Abtsstab.“ |
| Gundelshausen | Wappenbegründung: 2014 wurde das eigene Wappen des Ortsteiles entworfen. Es zeigt in schwarz den Abtsstab des Klosters Alpirsbach, zu dessen Lehen Gundelshausen einst gehörte. Weiterhin ist ein grüner Dreiberg als symbolische Darstellung der Landschaft des Schwarzwaldes zu sehen. In diese „Landschaft“ ist ein goldgelbes (als Anlehnung an eine Wappenfarbe der Stadt Dornhan) „G“ für Gundelshausen dargestellt. Maßgeblich an der Erarbeitung des Wappens beteiligt war der ehemalige Ortsvorsitzende und langjährige Bürger Gundelshausens Hans Pfau. |